# 仙台市立八木山南小学校
仙台市立八木山南小学校（せんだいしりつ やぎやまみなみしょうがっこう）は、宮城県仙台市太白区八木山南五丁目にある公立小学校。

## 沿革
出典
- 1977年（昭和52年）
  - 4月1日 -  仙台市立八木山小学校より分離開校。
  - 4月7日 - 開校式挙行。
  - 時期不明 - 校章・校旗制定。PTA設立。プール落成。校木（カシワ）制定。
- 1978年（昭和53年）6月17日 - この日を、開校記念日と制定。
- 1979年（昭和54年） - 第2期増築校舎落成。
- 1980年（昭和55年） - わかくさ学級開設（知・情）。
- 1982年（昭和57年） - 夜間照明施設設置。開校5周年記念式典挙行。
- 1987年（昭和62年） - 開校10周年記念式典挙行。
- 1988年（昭和63年） - 「愛の鐘」設置。
- 1997年（平成9年） - 開校20周年記念式典挙行。
- 1998年（平成10年） - コンピュータ設置。
- 1999年（平成11年） - 学童農園利用開始（そば・大豆）。
- 2001年（平成13年） - 1階に防犯ベル設置。学校週5日制と2学期制の実施。校内LAN整備。
- 2002年（平成14年） - 「子供を守ろう委員会」発足。
- 2003年（平成15年） - 保健室にシャワー設置。第1回防犯子供を守ろうデー開催。洋式トイレ設置。体育館屋根塗装。
- 2004年（平成16年） - 遊具等安全点検・回旋塔撤去。
- 2005年（平成17年） - 防犯等設置（体育館北側壁）。
- 2006年（平成18年） - 強風により、フェンス倒壊。新たにフェンスを130m新設。体育館耐震工事終了。体育館雨どい工事。給食室エアコン設置。体育館ステージ・外流し・壁工事。校舎1階床と壁工事実施。
- 2007年（平成19年） - 東西屋上出口アスベスト除去工事。開校30周年記念式典挙行。
- 2009年（平成21年） - 体育振興会30周年記念学区民運動会開催。
- 2011年（平成23年）
  - 3月11日 - 東日本大震災発生。
  - 日付不明 - 東日本大震災『「復興へ!」力を合わせて』プロジェクト。
- 2012年（平成24年） - 図書館改装「バルボン図書館」。
- 2015年（平成27年） - はぐくみ教室（通級）開設。
- 2016年（平成28年） - 学校校門の建て直し。
- 2017年（平成29年） - 開校40周年コンサート開催。航空写真撮影。
- 2018年（平成30年） - 敷地内4か所防犯カメラ設置。
- 2019年（令和元年） - 校庭改修工事。

## 学区
- 鈎取字の一部、鈎取2丁目・3丁目全域と4丁目の一部、金剛沢3丁目の一部、富沢字金剛沢、八木山南[2]

## 卒業後の進学先
- 八木山中学校と一部は西多賀中学校へ進学する[2]。

## 著名な卒業生
- 小山桂司（プロ野球選手）
- 鈴木絵梨（タレント）

## 学校周辺
- 萩の郷福寿園
  - 福祉工場
- 萩の郷第二福寿園
  - 福祉工場
- 治山の森
- 八木山南公園

## アクセス
- 『八木山南五丁目』バス停下車。
  - 仙台市営バス60系統
    - 仙台市地下鉄東西線八木山動物公園駅から、仙台市営バス60系統で『八木山南五丁目』バス停下車。

  - 宮城交通19系統
    - 仙台市地下鉄東西線八木山動物公園駅、仙台市地下鉄南北線・JR東日本東北本線長町駅から、宮城交通19系統で『八木山南五丁目』バス停下車。